# Dallas Open 1971
Il Dallas Open 1971 è stato un torneo di tennis giocato sul sintetico indoor. È stata la 1ª edizione del Dallas Open, che fa parte del World Championship Tennis 1971. Si è giocato a Dallas negli Stati Uniti d'America dal 25 aprile al 2 maggio 1971.

## Campioni

### Singolare maschile
John Newcombe ha battuto in finale  Arthur Ashe con il punteggio di 7–6 6–4

### Doppio maschile
Tom Okker /  Marty Riessen hanno battuto in finale  Robert Lutz /  Charlie Pasarell con il punteggio di 6–3, 6–4